# Skócia közigazgatása

Skócia tanácsi területei

A skóciai helyi önkormányzatokról szóló 1994-es törvény (Local Government etc. (Scotland) Act 1994) értelmében Skócia 1996. április 1-től 32 tanácsi területre (council area) oszlik. Ezzel egyidejűleg a korábbi helyi önkormányzati területek – régiók (regions) és körzetek (districts) megszűntek.

## Tanácsi területek
| Tanácsi terület         | Korábbi közigazgatási egységek |
| ----------------------- | --- |
| Aberdeen                | Aberdeen District Council |
| Aberdeenshire           | Banff and Buchan District Council; Gordon District Council; Kincardine and Deeside District Council |
| Angus                   | Angus District Council; Tayside 30. (Monifieth) és 31. (Sidlaw) választókörzete (kivéve egyrészt a PDB népszámlálási körzetet; másrészt a PDC népszámlálási körzetnek a keleti és déli részét; harmadrészt az ADA népszámlálási körzet keleti és déli részét; negyedrészt az ADC népszámlálási körzet keleti és déli részét; ötödrészt az ADE és ADF népszámlálási körzetek keleti és déli részét; hatodrészt az EDN, EDQ, PDA, WED, WEE, WEF és WEG népszámlálási körzetek határain belül fekvő részeit) |
| Argyll and Bute         | Argyll and Bute District Council; Strathclyde 7. (Helensburgh) választókörzete és a 8. (Vale of Leven) választókörzetben a DB77 népszámlálási körzet, valamint a DB78 népszámlálási körzet északi része |
| East Ayrshire           | Kilmarnock and Loudoun District Council; Cumnock and Doon Valley District Council |
| North Ayrshire          | Cunninghame District Council |
| South Ayrshire          | Kyle and Carrick District Council |
| The Borders             | Borders Regional Council |
| Clackmannan             | Clackmannan District Council |
| Dumbarton and Clydebank | Clydebank District Council; Strathclyde 6. (Dumbarton) és 8. (Vale of Leven) választókörzetei (kivéve a 8. választókörzet Argyll and Bute-hoz tartozó részei) |
| Dumfries and Galloway   | Dumfries and Galloway Regional Council |
| East Dunbartonshire     | Bearsden and Milngavie District Council; Strathclyde 43. (Kirkintilloch), 44. (Strathkelvin North) és 45. (Bishopbriggs) választókörzetei és a 46. (Chryston) választókörzetben található South Lenzie/Waterside district ward |
| Dundee                  | City of Dundee District Council (kivéve Tayside 30 (Monifieth) választókörzete és a 31. (Sidlaw) választókörzet Angushoz vagy Perthshire and Kinrosshoz tartozó részei). |
| Edinburgh               | City of Edinburgh District Council |
| Falkirk                 | Falkirk District Council |
| Fife                    | Fife Regional Council |
| Glasgow                 | City of Glasgow District Council kivéve Strathclyde 37. (Rutherglen/Fernhill) és 38. (Cambuslang/Halfway) választókörzetei, valamint a 35. (King’s Park\Toryglen) választókörzetben az RU03, RU04, RU09 és RU18 népszámlálási körzetek |
| Highland                | Highland Regional Council |
| Inverclyde              | Inverclyde District Council |
| North Lanarkshire       | Cumbernauld and Kilsyth, Motherwell and Monklands District Councils; Strathclyde 46. (Chryston) választókörzete (kivéve South Lenzie/Waterside district ward) |
| South Lanarkshire       | Clydesdale, Hamilton and East Kilbride District Councils; Strathclyde 37. (Rutherglen/Fernhill) és 38. (Cambuslang/Halfway) választókörzete és a 35. (King’s Park/Toryglen) választókörzetben az RU03, RU04, RU09 és RU18 népszámlálási körzetek |
| East Lothian            | East Lothian District Council |
| Midlothian              | Midlothian District Council |
| West Lothian            | West Lothian District Council |
| Moray                   | Moray District Council |
| Orkney-szigetek         | Orkney Islands Council |
| Perthshire and Kinross  | Perth and Kinross District Council; Tayside 31. (Sidlaw) választókörzetében a PDB népszámlálási körzet és a PDA népszámlálási körzet déli része |
| East Renfrewshire       | Eastwood District Council; Strathclyde 79. (Barrhead) választókörzete |
| Renfrewshire            | Renfrew District Council (kivéve Strathclyde 79. (Barrhead) választókörzete) |
| Shetland-szigetek       | Shetland Islands Council |
| Stirling                | Stirling District Council |
| Western Isles           | Western Isles Islands Council |